# Gyula Bodola
Iuliu Bodola (węg. Gyula Bodola, ur. 26 lutego 1912 w Brassó, zm. 12 marca 1993 w Budapeszcie) – rumuńsko–węgierski piłkarz występujący na pozycji napastnika, reprezentant Rumunii (1931–1939) i Węgier (1940–1948), trener piłkarski.

## Kariera klubowa
Podczas swojej kariery występował w klubach CAO Oradea, IAR Brașov, Venus Bukareszt (mistrzostwo Rumunii w sezonach 1938/39 i 1939/40), Nagyváradi AC (mistrzostwo Węgier 1943/44), Ferar Kluż oraz MTK Budapest FC. Nosił przydomek boiskowy Duduş (węg. Dudus).

## Kariera reprezentacyjna
Dwukrotny uczestnik mistrzostw świata - w roku 1934 i 1938. Najlepszy strzelec w pierwszym sezonie Balkan Cup (1929-31). Na mundialach strzelił 3 bramki dla Rumunii. W 1940 roku przyjął obywatelstwo węgierskie i rozpoczął występy w reprezentacji tego kraju.

## Kariera trenerska
W latach 1950–1971 prowadził jako trener kluby węgierskie.

## Sukcesy

### Zespołowo
Rumunia
- Balkan Cup: 1929/31, 1933, 1936

Venus Bukareszt
- mistrzostwo Rumunii: 1938/39, 1939/40
- Puchar Rumunii: 1939/40

Nagyváradi AC
- mistrzostwo Węgier: 1943/44

### Indywidualnie
- król strzelców Balkan Cup: 1929/31 (7 goli)
- Węgierski Piłkarz Roku: 1942